# Pseudonapomyza sueciae
Pseudonapomyza sueciae este o specie de muște din genul Pseudonapomyza, familia Agromyzidae, descrisă de Zlobin în anul 2005.
Este endemică în Sweden. Conform Catalogue of Life specia Pseudonapomyza sueciae nu are subspecii cunoscute.